# Kigomagoma
Kigomagoma är ett vattendrag i Burundi.   Det ligger i provinsen Makamba, i den södra delen av landet, 120 kilometer sydost om huvudstaden Bujumbura.
I omgivningarna runt Kigomagoma växer huvudsakligen savannskog. Runt Kigomagoma är det ganska tätbefolkat, med 96 invånare per kvadratkilometer.